# Неофит V Червенски
Неофит (на гръцки: Νεόφυτος, Неофитос) е гръцки духовник, епископ на Вселенската патриаршия.

## Биография
Роден е със светската фамилия Хаджиатанасиу (Χατζηαθανασίου). Служи като протосингел на Търновската митрополия. На 21 или 22 октомври 1832 година в „Света Троица“ в Русе е ръкоположен за червенски епископ в Търновската митрополия. Ръкополагането е извършено от митрополит Иларион Търновски в съслужение с епископите Григорий Преславски и Дионисий Ловчански.
Умира в 1840 година.